# Wahrzeichen

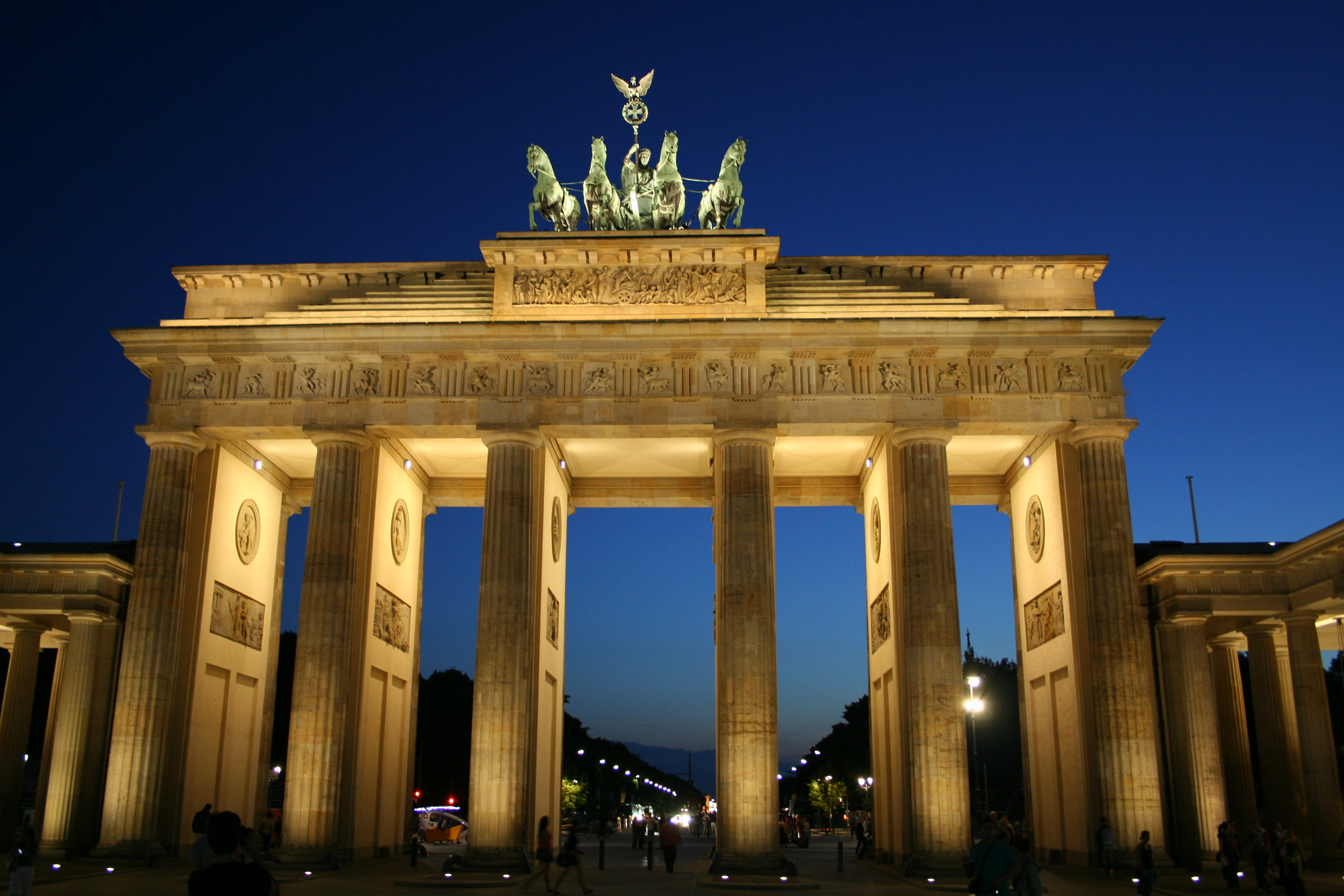
Brandenburger Tor in Berlin

Berliner Fernsehturm, höchstes Bauwerk Deutschlands

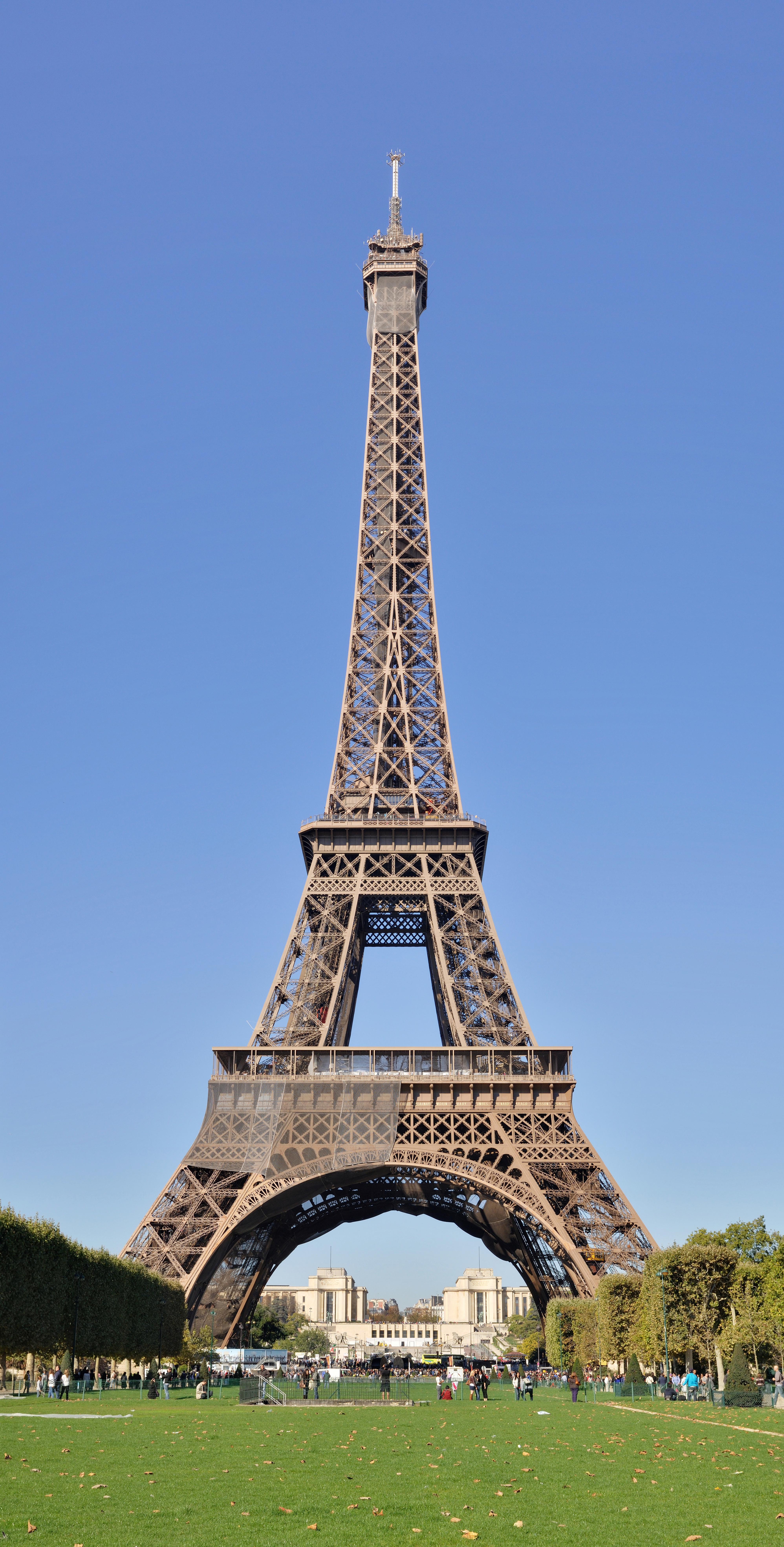
Eiffelturm in Paris

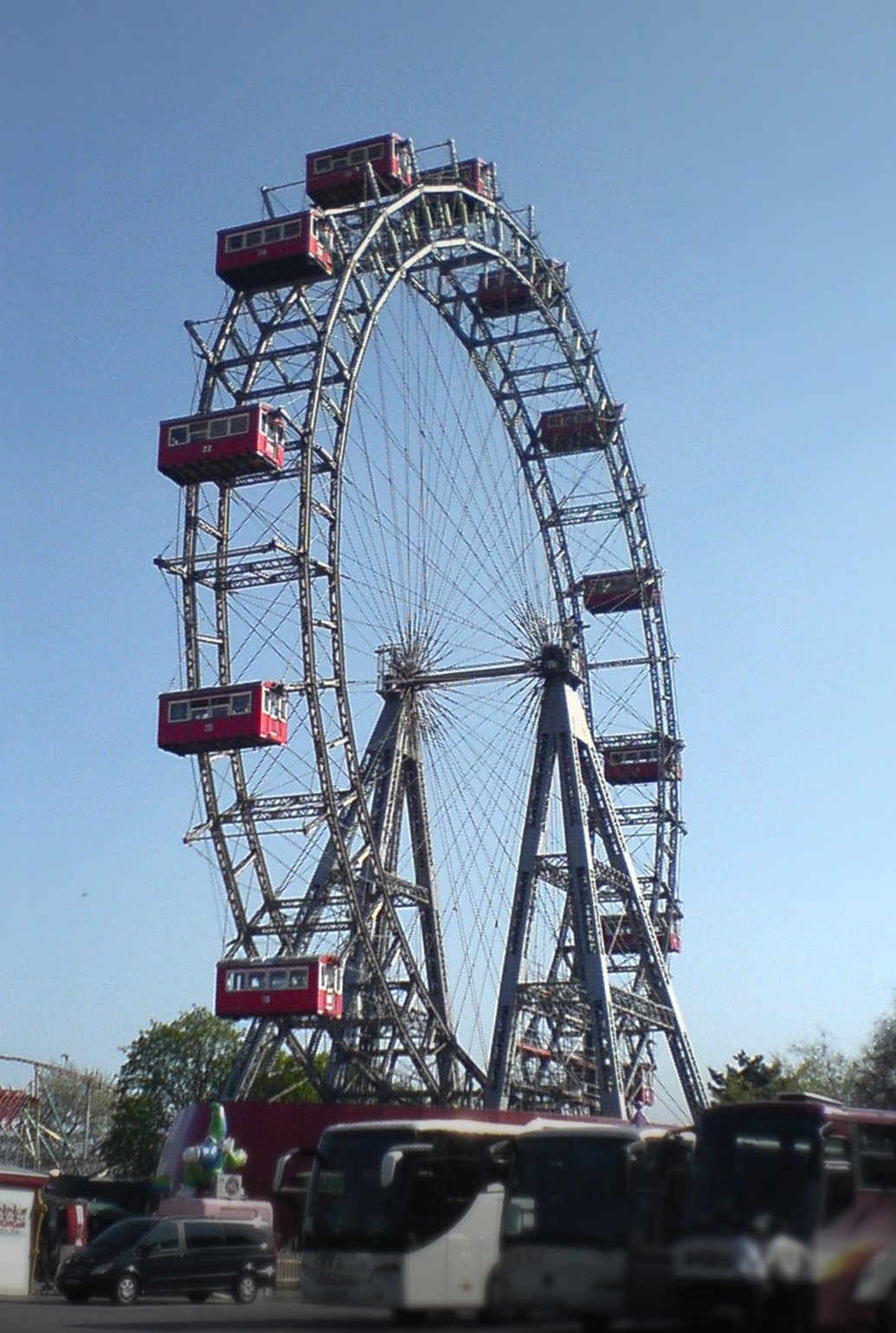
Riesenrad in Wien

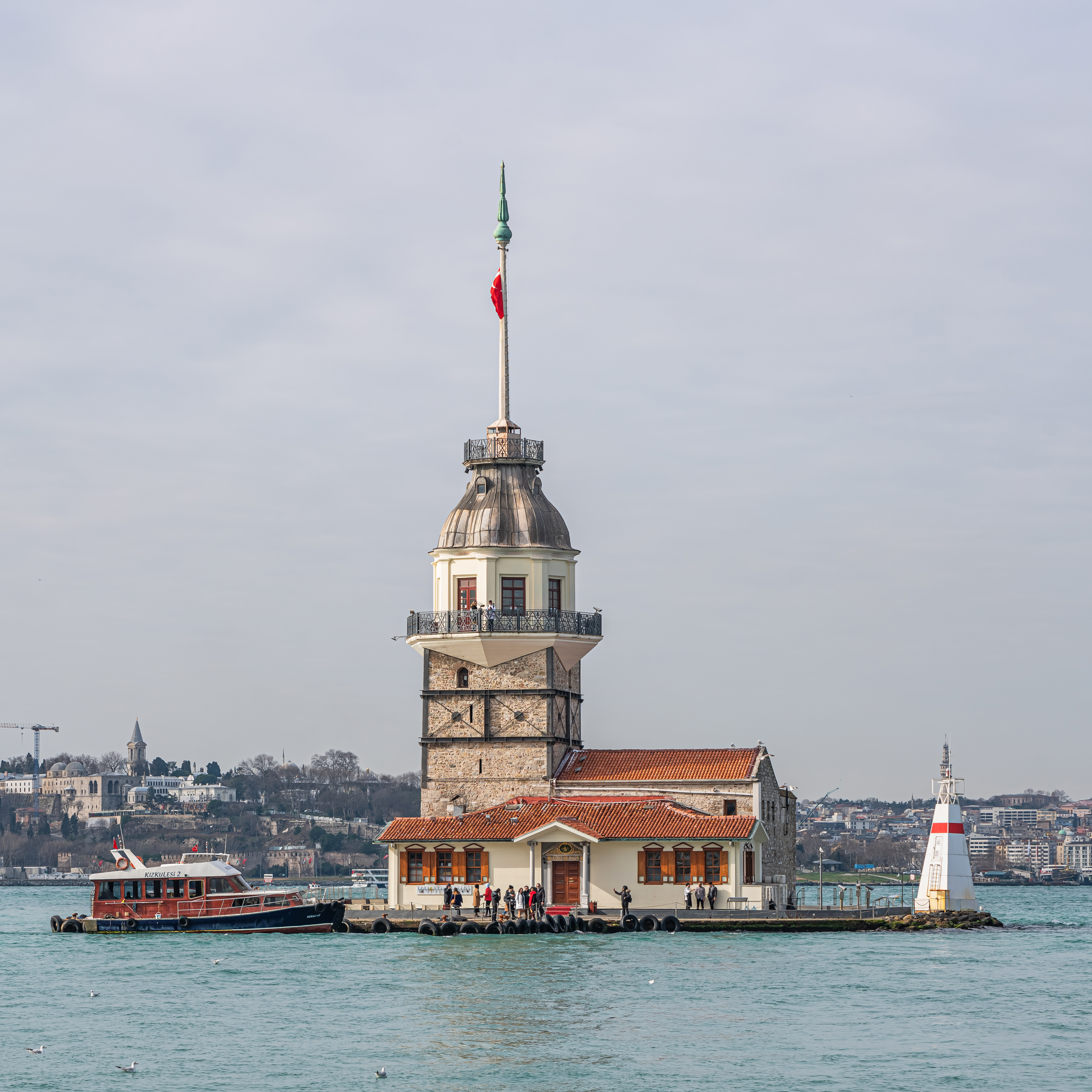
Der Leanderturm in Istanbul

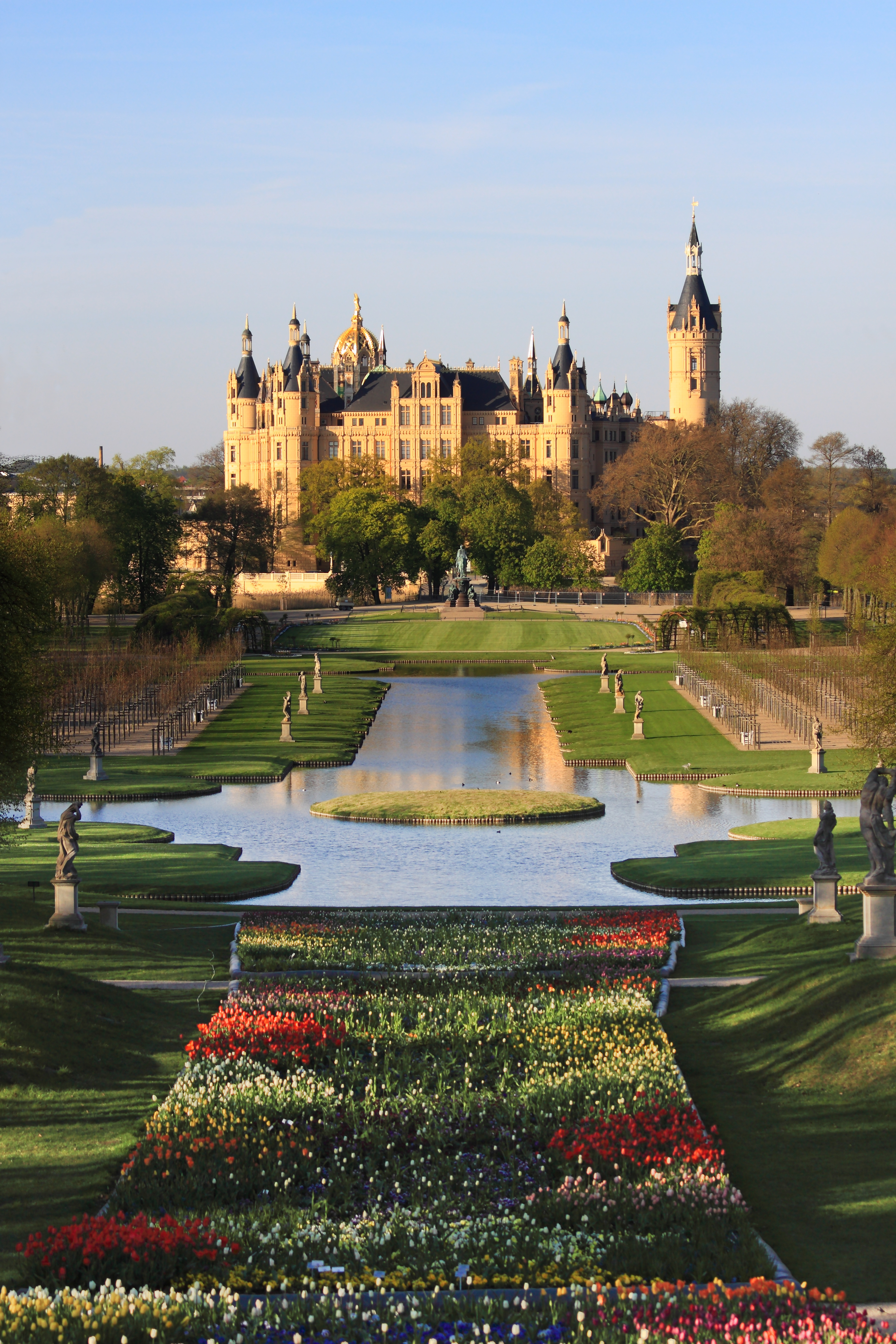
Schweriner Schloss

Ein Wahrzeichen ist ein typisches Merkmal oder Erkennungszeichen, durch das geografische Objekte, insbesondere auch bewohnte Orte und Städte, charakterisiert werden. Dazu gehören in erster Linie markante Bauwerke, aber auch natürliche Gegebenheiten, wie Landmarken. Ein anderes Erkennungszeichen für Städte sind Stadtoriginale. „Wahrzeichen“ ist kein offizieller Titel.
In der Geschichte des Handwerks spielten die Städtewahrzeichen eine große Rolle, da die wandernden Gesellen durch die Kenntnis der Wahrzeichen (damals oft: Kuriositäten einer Stadt) ihre Herkunft oder ihren Aufenthalt in anderen Städten glaubhaft machen mussten.
Bis ins 17. Jahrhundert war das Wahrzeichen (von ahd. wortzeihhan ‚Wortzeichen‘ im Sinne von „Losung“, „Erkennungszeichen“) ein Zeichen, das Aufmerksamkeit erregen sollte. Durch den Anklang wort/wahr wurde es umgedeutet in das heutige Verständnis.

## Wahrzeichen von Städten, Landschaften und Ländern

### Fiktive Figuren
Bestimmte Figuren, etwa aus Märchen oder Sagen, wie die Bremer Stadtmusikanten für Bremen und die Kleine Meerjungfrau für Kopenhagen, oder auch der Lindwurm in Klagenfurt, der Rattenfänger von Hameln und das Petermännchen von Schwerin sind zu charakteristischen Wahrzeichen geworden.

### Naturraum
Auch besondere Elemente des Naturraumes einer Stadt oder Region (Berge, Hügel, Strände, Seen und anderes) können zu einem Wahrzeichen für diese werden. Diese werden teilweise mit Kulturwahrzeichen kombiniert, wie etwa Statuen, Pavillons, Schlössern, Türmen oder anderen Bauwerken.
Ein bekanntes Beispiel ist Rio de Janeiro, das mit dem Zuckerhut, dem Corcovado und dem Strand des Stadtteils Copacabana mehrere Wahrzeichen aus dem Naturraum besitzt.
Weitere Wahrzeichen:
- das Allgäuer Braunvieh für das Allgäu
- Alstersee und Flusslauf der Elbe in Hamburg, Deutschland
- Tafelberg in Kapstadt, Südafrika
- Karlsberg mit dem Herkules in Kassel, Deutschland
- Fujisan, Vulkan in Japan
- Kreidefelsen auf Rügen, Deutschland
- Port Jackson, Naturhafen von Sydney, Australien
- Schlossberg in Freiburg im Breisgau, Deutschland

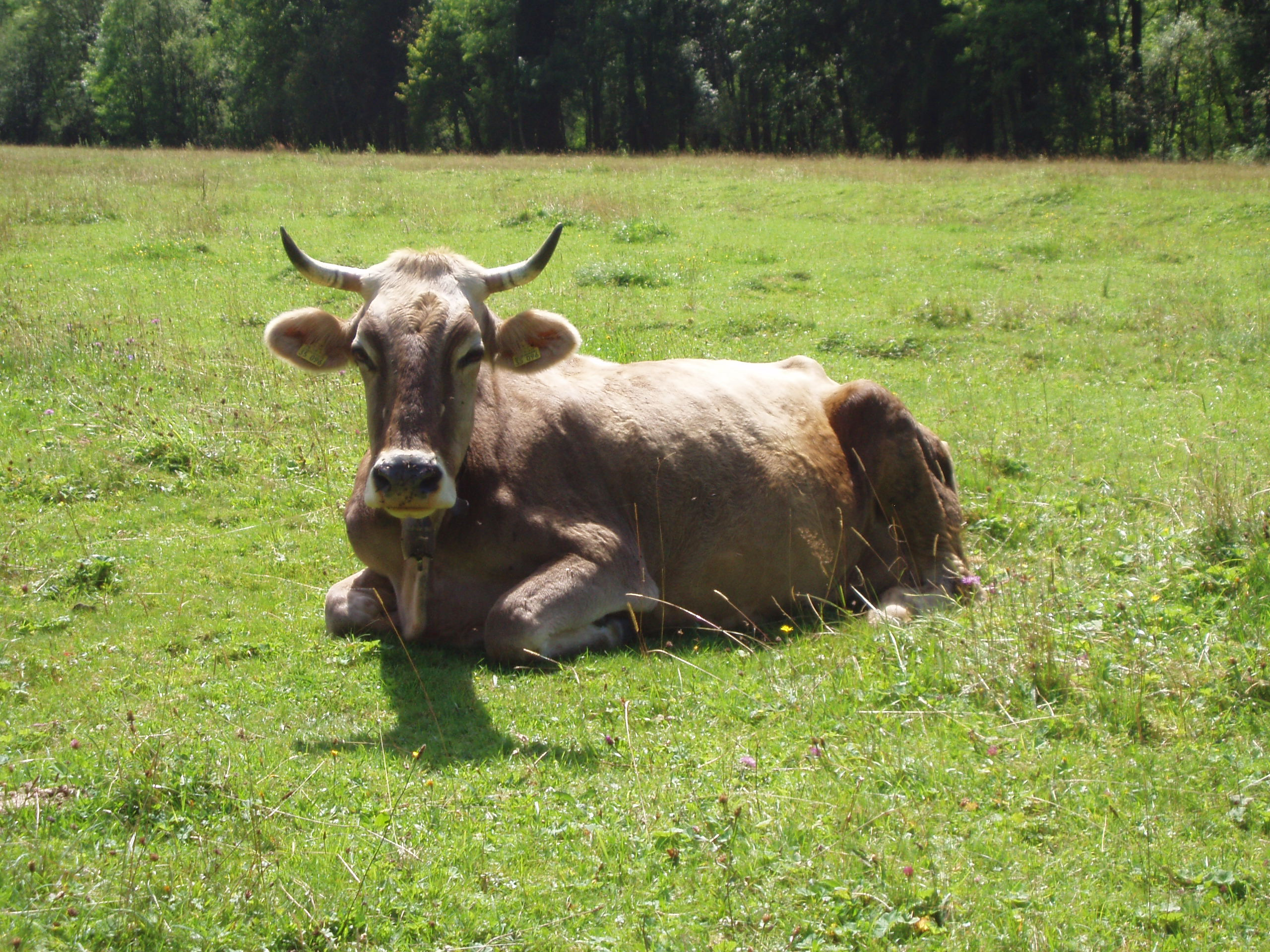
Allgäuer Braunvieh

### Pflanzen
Pflanzen wie der Rosenstock von Hildesheim können Wahrzeichen werden.
Weitere Wahrzeichen:
- Deutschland: Eichenlaub auf der Rückseite von Münzen (Pfennig[2] und Eurocent)
- England: Tudor-Rose
- Frankreich: Schwertlilien
- Hongkong: Bauhinia × blakeana (Hongkong-Orchidee)
- Irland: Shamrock
- Japan: Kirschblüte
- Kanada: Ahornblatt
- Kanarische Inseln: Drachenbaum
- Lappland (nördl. Skandinavien): Moltebeere
- Libanon: Libanon-Zeder
- Neuseeland: Silberfarn
- Niederlande: Tulpe
- Österreich: Enzian
- Peru: Cantuta
- Rhön: Silberdistel
- Russland: Kamille
- Schweiz: Edelweiß
- Südkorea: Straucheibisch
- Thailand: Röhren-Kassie
- Tschechien: Linde
- Ukraine: Schneeballbeeren

### Bauwerke
Generell avancieren herausragende Bauwerke aller Art sehr schnell zu Wahrzeichen von Orten, vor allem wenn sie von charakteristischer Konstruktion sind, so zum Beispiel der Eiffelturm, der Berliner Fernsehturm, die Golden Gate Bridge, der Wiener Stephansdom, die Stari most in Mostar, die Oper von Sydney oder die Basilius-Kathedrale.
Viele Bauwerke sind nicht nur lokale, sondern auch nationale Symbole, siehe dazu den Artikel Nationalsymbol.

#### In Deutschland
| Ort                | Wahrzeichen |
| ------------------ | --- |
| Aachen             | Kaiserdom, Rathaus, Elisenbrunnen, Theater                                                                                                  |
| Augsburg           | Augsburger Rathaus, Hotelturm, Augsburger Dom, Basilika St. Ulrich und Afra                                                                 |
| Bamberg            | Bamberger Dom, Alte Hofhaltung, Altes Rathaus                                                                                               |
| Bautzen            | Alte Wasserkunst, Dom St. Petri, Michaeliskirche                                                                                            |
| Bayreuth           | Festspielhaus |
| Berlin             | Brandenburger Tor, Fernsehturm, Reichstagsgebäude, Siegessäule, Stadtschloss, Gedächtniskirche                                              |
| Bielefeld          | Burg Sparrenberg |
| Bonn               | Beethoven-Statue, Kurfürstliches Schloss, Altes Rathaus, Bonner Münster                                                                     |
| Braunschweig       | Braunschweiger Löwe, Braunschweiger Dom, Braunschweiger Schloss, Altstadtmarkt                                                              |
| Bremen             | Bremer Roland, Bremer Rathaus, Bremer Dom                                                                                                   |
| Celle              | Celler Schloss, Stadtkirche St. Marien |
| Chemnitz           | Karl-Marx-Monument |
| Darmstadt          | Hochzeitsturm, Waldspirale |
| Detmold            | Hermannsdenkmal |
| Dortmund           | Dortmunder U, Reinoldikirche, Florianturm, Westfalenstadion                                                                                 |
| Dresden            | Frauenkirche, Semperoper, Zwinger |
| Düsseldorf         | Rheinturm, Düsseldorfer Brückenfamilie, Medienhafen, Schlossturm, Dreischeibenhaus                                                          |
| Erfurt             | Domplatz, Krämerbrücke |
| Essen              | Zeche Zollverein, Hochhaus-Skyline |
| Flensburg          | Nordertor, Dampfschiff Alexandra, Wasserturm Flensburg-Mürwik, Marineschule Mürwik                                                          |
| Frankfurt am Main  | Römer-Rathaus und Römerberg, Hochhaus-Skyline mit Messeturm und Commerzbank Tower, Kaiserdom                                                |
| Fürth              | Rathaus |
| Görlitz            | Peterskirche |
| Greifswald         | Nikolaidom, Rathaus, Wiecker Brücke |
| Halle (Saale)      | Roter Turm und Marktkirche |
| Hamburg            | Elbphilharmonie, Hamburger Michel, Rathaus, Landungsbrücken                                                                                 |
| Hannover           | Neues Rathaus, Kröpcke-Uhr, Marktkirche, Herrenhäuser Gärten, Opernhaus                                                                     |
| Heidelberg         | die romantische Schlossruine |
| Herrenberg         | Stiftskirche |
| Hiddensee (Insel)  | Leuchtturm Dornbusch |
| Hildesheim         | Mariendom, Michaeliskirche, Andreaskirche, Historischer Marktplatz mit Knochenhaueramtshaus und Rathaus                                     |
| Ingolstadt         | Kreutzor, Reduit Tilly, Liebfrauenmünster, Asamkirche                                                                                       |
| Jena               | Jentower |
| Karlsruhe          | Pyramide, Schloss mit fächerförmiger Park- und Stadtanlage                                                                                  |
| Kassel             | Herkules |
| Kiel               | Rathausturm, HDW-Portalkrane, Nikolaikirche                                                                                                 |
| Koblenz            | Deutsches Eck, Schängelbrunnen |
| Köln               | Dom, Hohenzollernbrücke |
| Kulmbach           | Plassenburg |
| Landshut           | Burg Trausnitz, Martinskirche |
| Leipzig            | Völkerschlachtdenkmal, Uniriese, Neues Rathaus, Reichsgericht                                                                               |
| Ludwigshafen       | Kurt-Schumacher-Brücke (Mannheim) |
| Lübeck             | Holstentor, Marienkirche |
| Magdeburg          | Magdeburger Dom |
| Mainz              | Mainzer Dom |
| Mannheim           | Wasserturm |
| Marburg            | Elisabethkirche, Schloss |
| Marl               | Rathaustürme |
| Memmingen          | Stadtpfarrkirche Sankt Martin, historisch: Sieben Memminger Wahrzeichen                                                                     |
| Minden             | Mindener Dom |
| Mönchengladbach    | Münster, Wasserturm |
| München            | Frauenkirche, Alter Peter , Neues Rathaus, Hofbräuhaus, Olympiastadion und Olympiaturm, Allianz Arena, Englischer Garten, Wiesn und Bavaria |
| Münster            | St.-Paulus-Dom, Prinzipalmarkt |
| Naumburg           | Dom St. Peter und Paul, Wenzelkirche und Marktplatz                                                                                         |
| Neubrandenburg     | Vier Tore, Konzertkirche |
| Nürnberg           | Burg, Lorenzkirche, Schöner Brunnen |
| Oberhausen         | Gasometer |
| Oldenburg          | Oldenburger Schloss, Lappan |
| Osnabrück          | Rathaus, Dom St. Peter |
| Paderborn          | Paderborner Dom, Rathaus Paderborn |
| Porta Westfalica   | Kaiser-Wilhelm-Denkmal an der Porta Westfalica                                                                                              |
| Potsdam            | Sanssouci, Alter Markt |
| Ravensburg         | Mehlsack |
| Regensburg         | Steinerne Brücke, Regensburger Dom |
| Rostock-Warnemünde | Leuchtturm und Teepott |
| Rüdesheim am Rhein | Germania-Statue |
| Rügen (Insel)      | Seebrücke Sellin, Leuchtturm Kap Arkona, Kurhaus Binz, Jagdschloss Granitz                                                                  |
| Saarbrücken        | Ludwigskirche, Schloss |
| Schweinfurt        | Altes Rathaus, Museum Georg Schäfer |
| Schwerin           | Schweriner Schloss |
| Siegen             | Krönchen |
| Speyer             | Dom zu Speyer, Altpörtel, Gedächtniskirche der Protestation, Josephskirche                                                                  |
| Stralsund          | Rathaus und Nikolaikirche, Rügenbrücke |
| Straubing          | Stadtturm, Rathaus |
| Stuttgart          | Fernsehturm, Schlossplatz |
| Trier              | Porta Nigra, Trierer Dom, Kaiserthermen |
| Uerdingen          | Uerdinger Rheinbrücke |
| Ulm                | Münster |
| Usedom (Insel)     | Seebrücke Ahlbeck, Karniner Brücke |
| Waren (Müritz)     | Marienkirche (Niege Kerk), Müritzeum |
| Wiesbaden          | Kurhaus, Schlossplatz |
| Wilhelmshaven      | Rathaus, Kaiser-Wilhelm-Brücke |
| Wismar             | Wasserkunst, Marienkirche |
| Worms              | Wormser Dom, Jüdischer Friedhof, Lutherdenkmal                                                                                              |
| Wuppertal          | Schwebebahn |
| Würzburg           | Würzburger Residenz, Festung Marienberg |

#### In Österreich
| Ort        | Wahrzeichen                                                                |
| ---------- | -------------------------------------------------------------------------- |
| Bregenz    | Martinsturm                                                                |
| Eisenstadt | Schloss Esterházy                                                          |
| Fischamend | Stadtturm                                                                  |
| Graz       | Grazer Uhrturm                                                             |
| Innsbruck  | Goldenes Dachl, Hungerburgbahn                                             |
| Klagenfurt | Lindwurmbrunnen                                                            |
| Linz       | Dreifaltigkeitssäule                                                       |
| Salzburg   | Festung Hohensalzburg, Salzburger Dom                                      |
| St. Pölten | Rathaus                                                                    |
| Traismauer | Römertor                                                                   |
| Wien       | Stephansdom, Riesenrad, Schloss Schönbrunn, Rathaus, Staatsoper, Donauturm |

#### In der Schweiz
| Ort          | Wahrzeichen                     |
| ------------ | ------------------------------- |
| Basel        | Münster, Roothuus               |
| Bern         | Bundeshaus, Zytglogge           |
| Genf         | Jet d’eau, Kathedrale St. Peter |
| Luzern       | Kapellbrücke                    |
| Schaffhausen | Munot                           |
| Zermatt      | Matterhorn                      |
| Zürich       | Grossmünster                    |

#### International
| Ort              | Wahrzeichen |
| ---------------- | --- |
| Amsterdam        | Kanalsystem, De Wallen, Windmühle De Gooyer                                                                                       |
| Antwerpen        | Kathedrale, Bahnhof, Grote Markt                                                                                                  |
| Avignon          | Pont Saint-Bénézet, Papstpalast                                                                                                   |
| Auckland         | Sky Tower |
| Bangkok          | Wat Phra Kaeo, Wat Arun |
| Barcelona        | Sagrada Família |
| Belgrad          | Pobednik, Kalemegdan, Dom des Heiligen Sava, Fernsehturm Avala                                                                    |
| Breslau          | Dom, Rathaus, Jahrhunderthalle, Wasserturm                                                                                        |
| Brüssel          | Grote Markt, Atomium, Justizpalast                                                                                                |
| Budapest         | Parlament, Kettenbrücke |
| Bukarest         | Parlamentspalast, Triumphbogen |
| Danzig           | Krantor, Marienkirche |
| Dubai            | Burj Khalifa, Burj al Arab |
| Guangzhou        | Guangzhou International Finance Center, Canton Tower                                                                              |
| Hongkong         | Victoria Harbour (Bank of China Tower, Two IFC), Tian Tan Buddha                                                                  |
| Istanbul         | Hagia Sophia, Brücke der Märtyrer des 15. Juli, Leanderturm, Sultan-Ahmed-Moschee                                                 |
| Jerusalem        | Felsendom, Al-Aqsa-Moschee, Grabeskirche                                                                                          |
| Kuala Lumpur     | Petronas Towers |
| Kuwait           | Liberation Tower |
| Lissabon         | Torre de Belém |
| London           | Big Ben mit Houses of Parliament, Tower Bridge, Tower of London, London Eye                                                       |
| Los Angeles      | Hollywood Sign, U.S. Bank Tower, City Hall, Griffith Observatory, Mann’s Chinese Theatre, Theme Building LAX, Disney Concert Hall |
| Mailand          | Mailänder Dom |
| Moskau           | Basilius-Kathedrale, Kreml |
| New York City    | Freiheitsstatue, Empire State Building, Chrysler Building, Brooklyn Bridge, One World Trade Center                                |
| Novi Sad         | Petrovaradin, Kirche Maria Namen                                                                                                  |
| Oslo             | Rathaus |
| Paris            | Eiffelturm, Triumphbogen, Sacré-Cœur, Louvre, Notre-Dame                                                                          |
| Peking           | Himmelstempel, Verbotene Stadt, CCTV HQ, Vogelnest                                                                                |
| Pisa             | Schiefer Turm von Pisa |
| Prag             | Prager Burg, Karlsbrücke |
| Riad             | Kingdom Centre |
| Rio de Janeiro   | Zuckerhut, Cristo Redentor |
| Rom              | Petersdom, Kolosseum |
| San Francisco    | Golden Gate Bridge |
| Sankt Petersburg | Eremitage, Peter-und-Paul-Festung                                                                                                 |
| Seoul            | Lotte World Tower |
| Shanghai         | Oriental Pearl Tower, Bund, SWFC, Shanghai Tower                                                                                  |
| St. Louis        | Gateway Arch |
| Stettin          | Hakenterrasse, Jakobikirche |
| Sydney           | Harbour Bridge, Opernhaus, Sydney Tower                                                                                           |
| Taipeh           | Taipei 101, Nationale Chiang-Kai-shek-Gedächtnishalle                                                                             |
| Teheran          | Freiheitsturm, Bordsch-e Milad, Golestanpalast, Saadabad-Palastanlage, Niavaran-Palastkomplex, Tabiat-Brücke                      |
| Tokio            | Tokyo Tower |
| Vaduz            | Schloss Vaduz |
| Warschau         | Kulturpalast |
| Washington, D.C. | Weißes Haus, Capitol, Washington Monument, Lincoln Memorial                                                                       |

### Kunstwerke und sonstige Wahrzeichen
Auch von der Größe her zumeist eher unscheinbare Kunstwerke wie Skulpturen, Brunnen oder Gemälde haben teilweise Wahrzeichencharakter.
Beispiele dafür sind:

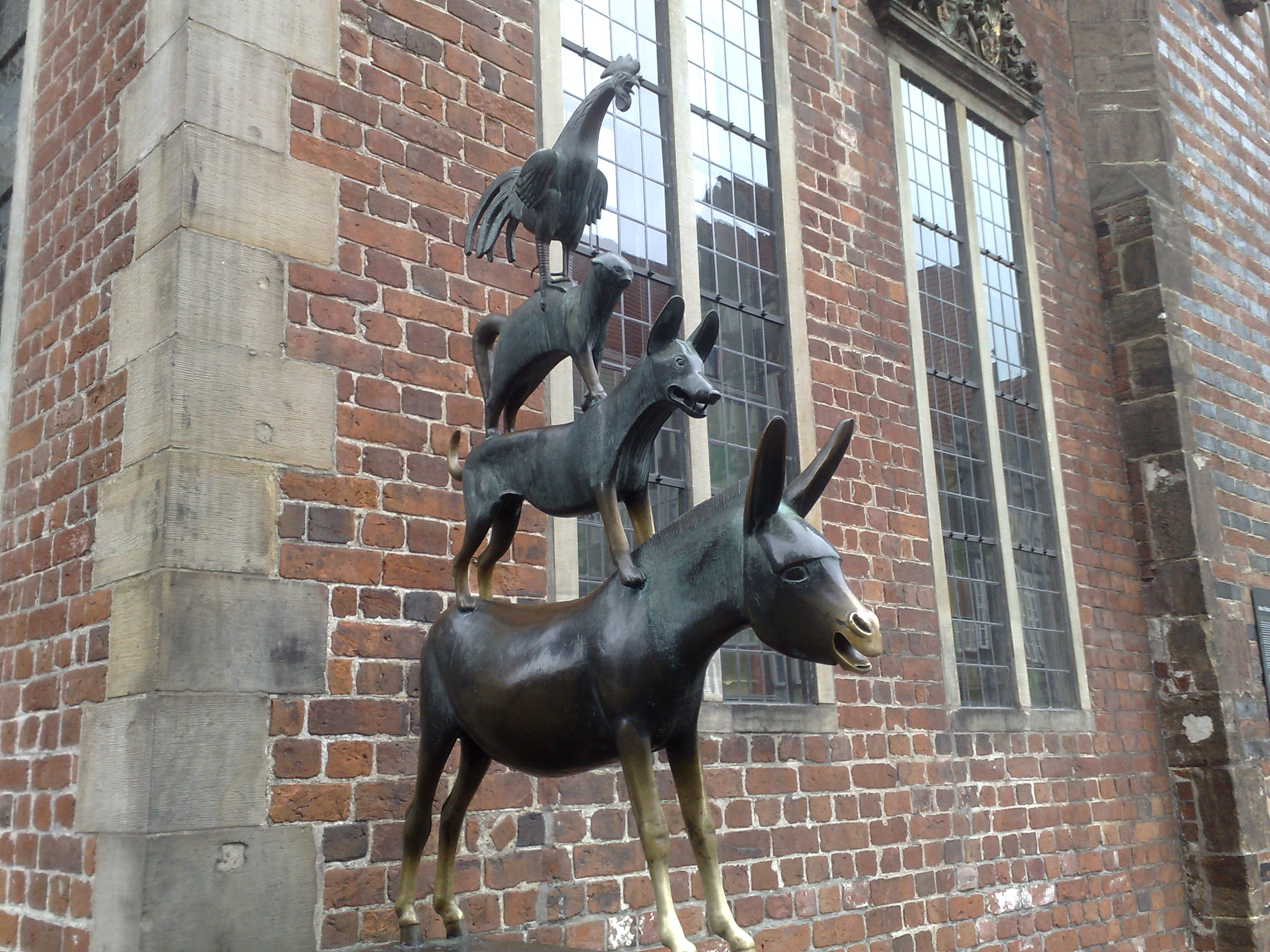
Bremer Stadtmusikanten von Gerhard Marcks (1953) vor dem Bremer Rathaus

- Bremer Stadtmusikanten und Roland vor dem Rathaus in Bremen
- Buddy Bär in Berlin
- Der Schwebende, Skulptur im Dom von Güstrow
- East Side Gallery in Berlin
- Hans Hummel in Hamburg
- Hauptmann von Köpenick in Berlin
- Kleine Meerjungfrau in Kopenhagen
- Magic Mountain in Duisburg
- Manneken Pis in Brüssel
- Mona Lisa in Paris
- Wallace-Brunnen in Paris
- Ulmer Spatz in Ulm

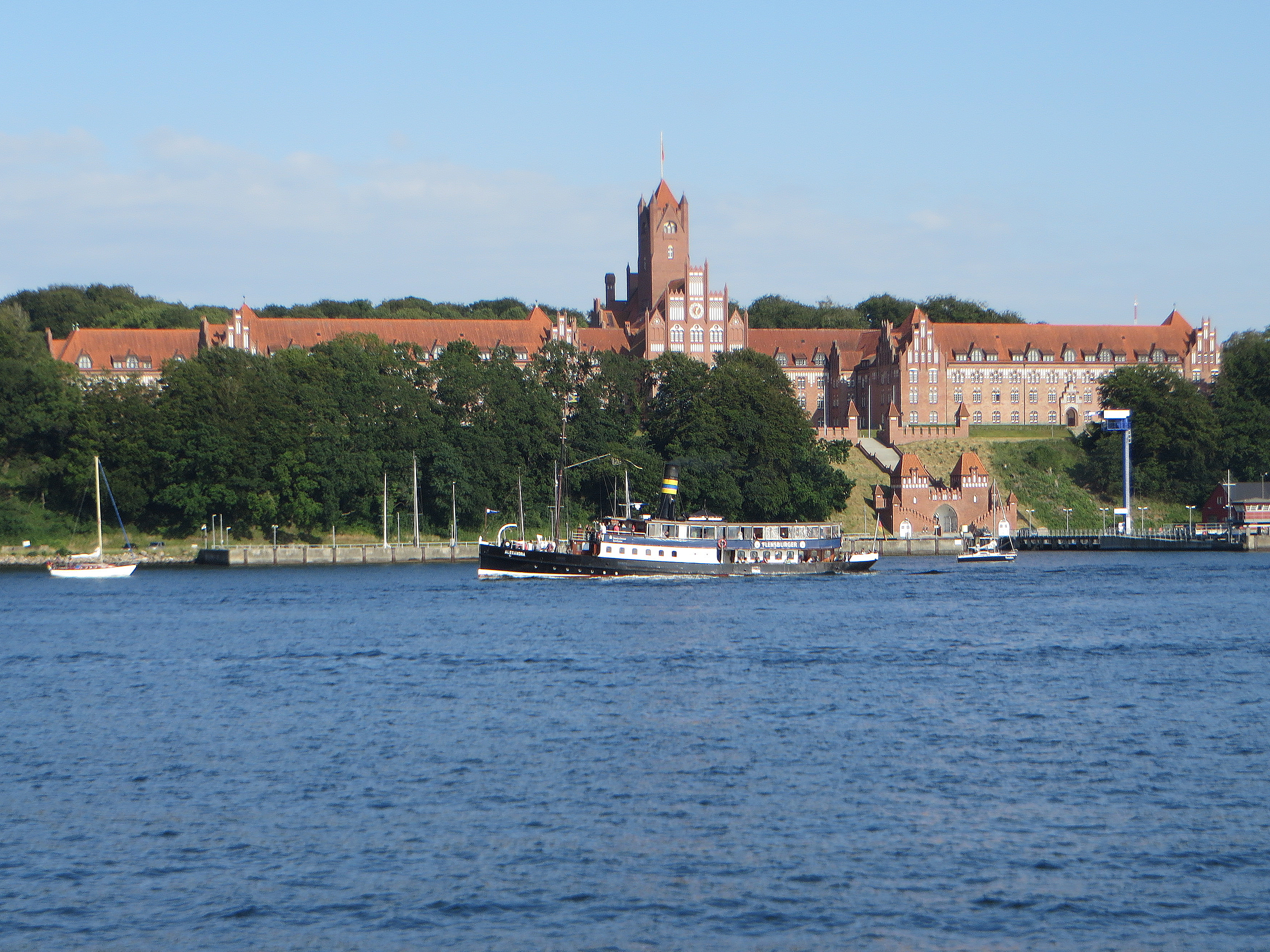
Dampfschiff Alexandra, maritime Wahrzeichen Flensburgs vor dem Roten Schloss, weiteres Wahrzeichen Flensburgs

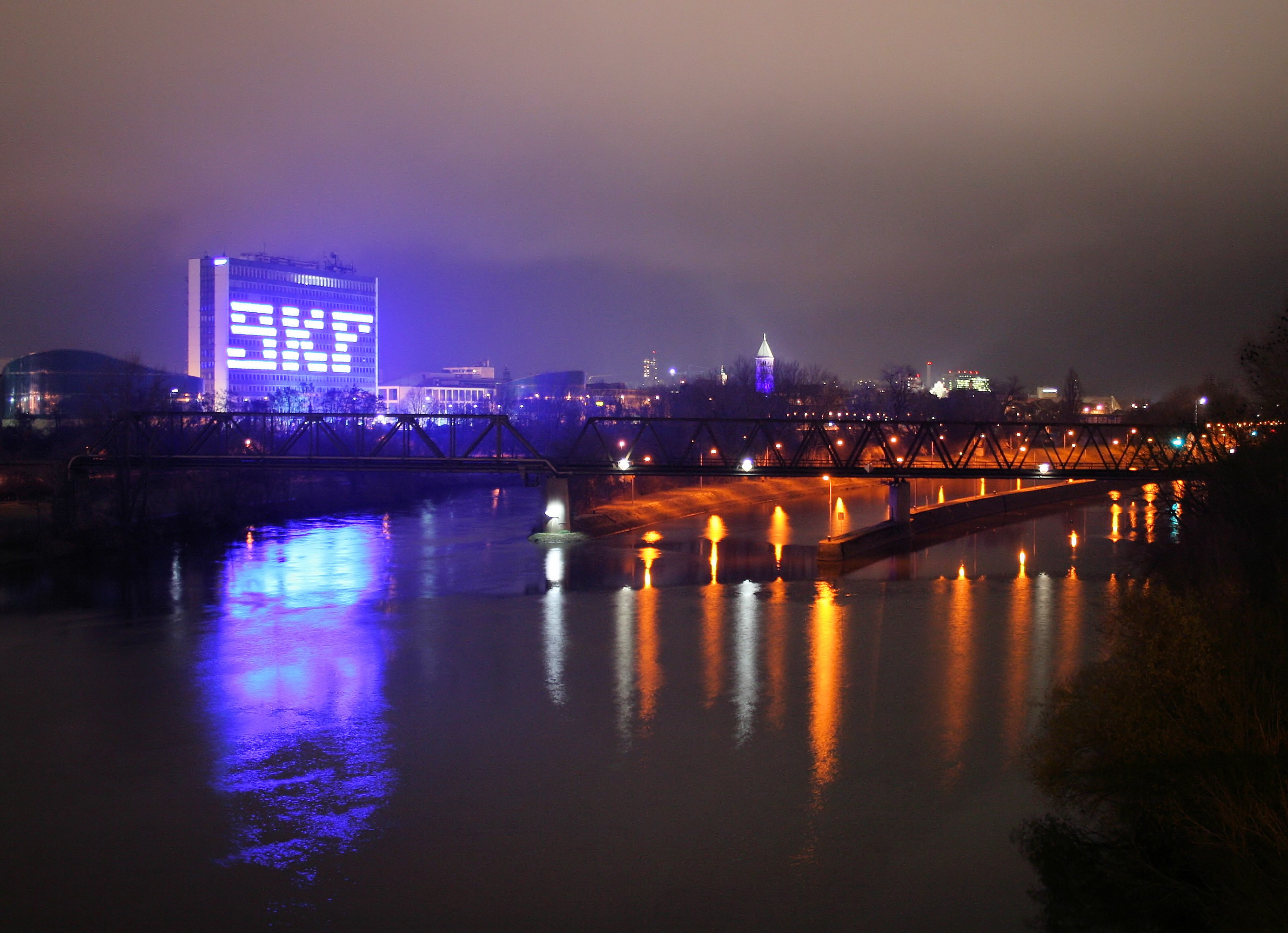
Leuchtreklame der Schwedischen Kugellagerfabriken mit Abkürzung SKF, ein Wahrzeichen Schweinfurts

Weiterhin können Gebrauchsgegenstände, bestimmte Fahrzeugtypen, Schiffe, große Leuchtreklamen bzw. auch ortstypisches Stadtmobiliar wie Telefonzellen oder Laternen zu Wahrzeichen werden, z. B.:
- Bayer-Kreuz in Leverkusen
- Berliner Straßenschilder
- Black Cabs, schwarze Taxis in London
- Cable Cars in San Francisco
- Café Achteck (Bedürfnisanstalten) in Berlin
- Citroën 2CV (Ente) in Frankreich
- Ebbelwei-Expreß, Straßenbahnzug in Frankfurt am Main
- Gorch Fock I, Segelschiff in Stralsund
- Hollywood Walk of Fame in Los Angeles
- Métro-Stationseingänge in Paris
- Poeler Kogge (Wissemara), ein Schiffsnachbau in Wismar
- Rote Telefonzellen in London bzw. Großbritannien allgemein
- Routemaster, Doppeldeckerbusse in London
- Schupmann-Kandelaber in Berlin
- SKF-Leuchtreklame in Schweinfurt
- Trabant (Trabi) für die DDR
- U-Bahn- und S-Bahn-Eingänge und gelbe Triebwagen in Berlin
- VW Käfer in Wolfsburg, Baunatal und Mexiko-Stadt
- Yellow Cabs, die gelben Taxis von New York City
- Zahnradbahn in Stuttgart